# ستيفان لوكاس
ستيفان لوكاس (بالفرنسية: Stéphane Lucas)‏ (18 أبريل 1978 أوبارفيلييه فرنسا - ) هو لاعب كرة قدم فرنسي، يلعب كحارس مرمى، ولعب 34 مباراة.

## مسيرته

### مسيرته مع الأندية
- 1997 - 1999 لعب مع نادي النجم الأحمر سانت أوين 34 مباراة.

## روابط خارجية
- ستيفان لوكاس على موقع قاعدة بيانات كرة القدم.إي يو (الإنجليزية)
- ستيفان لوكاس على موقع Soccerway.com (الإنجليزية)
- ستيفان لوكاس على موقع عالم كرة القدم.نت (الإنجليزية)